# Skolelinux
Skolelinuxは、Debianベースの教育用を意図したオペレーティングシステムである。Debian-Edu とも呼ばれる。
Skolelinuxはノルウェー発祥のフリーかつオープンソースのプロジェクトで、現在はDebianが対応する全言語をサポートしている。名称は "school linux" を意味するノルウェー語で、'skole' はラテン語の 'schola' が語源である。Skolelinux は1枚のCD-ROMに4種類のインストールプロファイルを格納しており、サーバ、ワークステーション、シンクライアントなどで構成される教育用ネットワークを事前設定した状態で簡単にインストールできる。次のような目標を設定している。
- 教師が高品質のIT教育を生徒に提供できるようにする。
- 学校向けに特化したLinuxディストリビューションを作る。学校のニーズとリソースに合ったディストリビューションとする。
- コンピュータの保守が容易である。
- シンクライアントを導入可能にし、保守性を高め、古いハードウェアを流用することでコストを削減できるようにする。
- オープンソースソフトウェアとふるいハードウェアの再利用によってコストを削減する。
- ソフトウェアが表示する内容を全てノルウェーの公用語（ニーノシュク、ブークモール、北部サーミ語）にすることでIT基盤をローカライズする。なお、この目標は後に世界中の学校を対象とするため、あらゆる言語に拡大されている。
- 学校で使うのに適したプログラムを選定し採用する。

## 歴史
Skolelinuxプロジェクトは2001年7月2日に始まった。25人のプログラマや翻訳家が教育向けにソフトウェアを改良することで合意した。彼らは、ITに興味を持った子供が自らの手でソフトウェアを作成するにはプログラミングの専門家から学べるようにすべきで、そのためにはソースコードにアクセスできることが重要だと考えた。また、翻訳家らは生徒の母国語でコンピュータプログラムを提供することに興味を持った。彼らは、理解できる標識があれば生徒たちがインターネットを使いこなせると考えた。
Skolelinuxプロジェクトは、2001年7月16日に創設された "Linux in schools" というメンバー組織と連携するようになった。"Linux in schools" は2004年10月16日、年次総会で名称を "Free Software in Schools" に変えた。2002年にはドイツの教師、開発者、翻訳家らがSkolelinuxプロジェクトに参加するようになった。2003年、Skolelinuxは徐々にDebianの標準に含まれるようになっていった。
2003年以降、世界中の開発者がプロジェクトに参加するようになった。中でもフランス、ギリシア、ドイツでの開発が活発である。また、他のフリーな教育ソフトウェアに関連するプロジェクト（LTSP、gnuLinEx、Edubuntu、K12LTSP、KDE、GNOME、Mozilla Firefox、OpenOffice.org）とも協力関係を築いている。類似の組織はスペイン、ドイツ、ラトビア、フランス、デンマークにも設立されている。
SkolelinuxプロジェクトはDebianのインストーラの改良に最も貢献している。また、LTSPと共にシンクライアントやディスクレスワークステーション向けの開発や評価を主導的に行っている。

## リリース履歴
- Skolelinux 1.0 - コード名 "Venus" （ちょうど金星の太陽面通過があったころだった）。Debian Woody ベースで2004年6月20日にリリース。
- Skolelinux 2.0 - コード名 "DebianEdu" （Skolelinux が Debian のサブプロジェクトとしてこの名前で採用された後だった）。Debian Sarge ベースで2006年3月14日にリリース。
- Skolelinux 3.0 - コード名 "Terra"。Debian Etch ベースで2007年7月22日にリリース[1]。Debianプロジェクトと緊密な連携をするようになり、Debian Edu 3.0 とも呼ばれるようになった。
- Skolelinux 5.0 - Debian 5.0(Lenny)ベース。2010年2月8日リリース[2]。

## スポンサー
Skolelinuxの開発は年ごとに SLX Debian Labs が支援している。ノルウェーの教育省と行政・改革省もプロジェクトを支援している。他にも個人や企業の寄付で賄われている。このような資金提供により、7人から10人の開発者がノルウェー、スペイン、ドイツなどに毎年集まる機会を設けることが可能となっている。